# مپ لینهاس آئرئاس
مپ لینهاس آئرئاس (به انگلیسی: MAP Linhas Aéreas) یک شرکت هواپیمایی است که در ۲۰۱۱ میلادی تأسیس شده و در ۲۰۱۲ فعالیتش را آغاز کرده‌است. دفتر مرکزی مپ لینهاس آئرئاس در مانائوس، برزیل واقع شده‌است و به ۱۰ مقصد، پرواز انجام می‌دهد.